# 島根県道50号田所国府線
島根県道50号田所国府線（しまねけんどう50ごう たどころこくふせん）は、島根県邑智郡邑南町から浜田市に至る県道（主要地方道）である。

## 概要

### 路線データ
- 起点：島根県邑智郡邑南町上田所（国道261号交点）
- 終点：島根県浜田市下府町（国道9号交点）

## 歴史
- 1993年（平成5年）5月11日 - 建設省から、県道田所国府線が田所国府線として主要地方道に指定される[1]。
- 2023年（令和5年）4月22日 - 有福温泉工区 (1.22 km) が開通する[2]。

## 路線状況

### 重複区間
- 島根県道・広島県道5号浜田八重可部線（邑南町市木 - 浜田市旭町都川）
- 島根県道・広島県道7号浜田作木線（浜田市旭町本郷）
- 島根県道329号桜江旭インター線（浜田市旭町木田）
- 島根県道41号桜江金城線（浜田市金城町追原）
- 島根県道300号跡市波子停車場線（江津市有福温泉町 - 浜田市大金町）
- 島根県道299号下府江津線（浜田市大金町 - 浜田市下府町）
- 島根県道301号佐野波子停車場線（浜田市大金町 - 浜田市宇野町）

## 地理

### 通過する自治体
- 邑智郡邑南町
- 浜田市
- 江津市
- 浜田市

### 交差する道路
| 交差する道路 | 市町村名 | 市町村名 | 交差する場所             | 交差する場所          |
| --- | -------- | -------- | ------------------------ | --------------------- |
| 国道261号 | 邑智郡   | 邑南町   | 上田所                   | 起点                  |
| E74 浜田自動車道 島根県道・広島県道5号浜田八重可部線 重複区間起点 島根県道・広島県道5号浜田八重可部線 / 瑞穂IC支線 | 邑智郡   | 邑南町   | 市木（いちぎ）           | 瑞穂IC交差点 2 瑞穂IC |
| 島根県道327号市木井原線                                                                                            | 邑智郡   | 邑南町   | 市木                     |                       |
| 島根県道・広島県道11号旭戸河内線                                                                                   | 浜田市   | 浜田市   | 旭町市木（いちぎ）       |                       |
| 島根県道・広島県道5号浜田八重可部線 重複区間終点                                                                   | 浜田市   | 浜田市   | 旭町都川（つかわ）       |                       |
| 島根県道・広島県道7号浜田作木線 重複区間起点                                                                       | 浜田市   | 浜田市   | 旭町本郷                 |                       |
| 島根県道・広島県道7号浜田作木線 重複区間終点                                                                       | 浜田市   | 浜田市   | 旭町本郷                 |                       |
| 島根県道329号桜江旭インター線 重複区間起点                                                                         | 浜田市   | 浜田市   | 旭町木田                 |                       |
| 島根県道329号桜江旭インター線 重複区間終点                                                                         | 浜田市   | 浜田市   | 旭町木田                 |                       |
| 島根県道41号桜江金城線 重複区間起点                                                                                | 浜田市   | 浜田市   | 金城町追原（おいばら）   |                       |
| 島根県道41号桜江金城線 重複区間終点                                                                                | 浜田市   | 浜田市   | 金城町追原               |                       |
| 島根県道300号跡市波子停車場線 重複区間起点                                                                         | 江津市   | 江津市   | 有福温泉町               |                       |
| 島根県道299号下府江津線 重複区間起点                                                                               | 浜田市   | 浜田市   | 大金町（おおがねちょう） |                       |
| 島根県道300号跡市波子停車場線 重複区間終点 島根県道301号佐野波子停車場線 重複区間起点                              | 浜田市   | 浜田市   | 大金町                   |                       |
| 島根県道301号佐野波子停車場線 重複区間終点                                                                         | 浜田市   | 浜田市   | 宇野町                   |                       |
| 島根県道254号はまだリゾート線                                                                                      | 浜田市   | 浜田市   | 宇野町                   |                       |
| 国道9号 国道186号 重複 島根県道299号下府江津線 重複区間終点                                                        | 浜田市   | 浜田市   | 下府町（しもこうちょう） | 王水道交差点 / 終点   |

### 沿線にある施設など
- 美又温泉
- 有福温泉